# Overnight Angels
Overnight Angels je třetí sólové studiové album britského zpěváka Iana Huntera, vydané v květnu 1977 u vydavatelství Columbia Records. Na rozdíl od předchozího alba, které si produkoval sám, na toto přizval producenta Roye Thomase Bakera.

## Seznam skladeb
Všechny skladby napsal Ian Hunter, mimo „(Miss) Silver Dime“, kterou napsal společně s kytaristou Earlem Slickem.
| Pořadí         | Název                     | Délka |
| -------------- | ------------------------- | ----- |
| 1.             | Golden Opportunity        | 4:31  |
| 2.             | Shallow Crystals          | 3:58  |
| 3.             | Overnight Angels          | 5:12  |
| 4.             | Broadway                  | 3:46  |
| 5.             | Justice of the Peace      | 3:01  |
| 6.             | (Miss) Silver Dime        | 4:34  |
| 7.             | Wild 'N Free              | 3:08  |
| 8.             | The Ballad of Little Star | 2:32  |
| 9.             | To Love a Woman           | 3:54  |
| 10.            | England Rocks             | 2:53  |
| Celková délka: | Celková délka:            | 37:33 |

## Obsazení
- Ian Hunter – zpěv, kytara, klavír, doprovodný zpěv
- Earl Slick – kytara
- Peter Oxendale – klávesy
- Rob Rawlinson – baskytara, doprovodný zpěv
- Dennis Elliott – bicí
- Miller Anderson – doprovodný zpěv v „Broadway“
- Lem Lubin – doprovodný zpěv v „Broadway“
- Roy Thomas Baker – perkuse